# Marja Widakowich
Marja Lisa Widakowich, född 31 juli 1939 i Viborg, är en finländsk-svensk målare.  
Hon är sedan 1962 gift med läkaren Johannes Widakowich. Efter att hon avlagt en filosofie kandidat-examen 1961 framträdde hon som autodidakt konstnär. Separat ställde hon bland annat ut på Hälsinglands museum i Hudiksvall 1965 och hon medverkade i ett flertal samlingsutställningar. Hennes konst består av sirliga poetiska imaginationer utförda i olja eller pastell. 